# SP-58
A SP-58 é uma rodovia radial do estado de São Paulo, administrada pelo Departamento de Estradas de Rodagem do Estado de São Paulo (DER-SP).

## Denominações
Recebe as seguintes denominações em seu trajeto:
Nome:	Nesralla Rubez, Deputado	
- De - até:	Cachoeira Paulista - Cruzeiro - BR-116
- Legislação: LEI 2.424 DE 05/09/80

## Descrição
Principais pontos de passagem: Cachoeira Paulista - Cruzeiro - BR-116

## Características

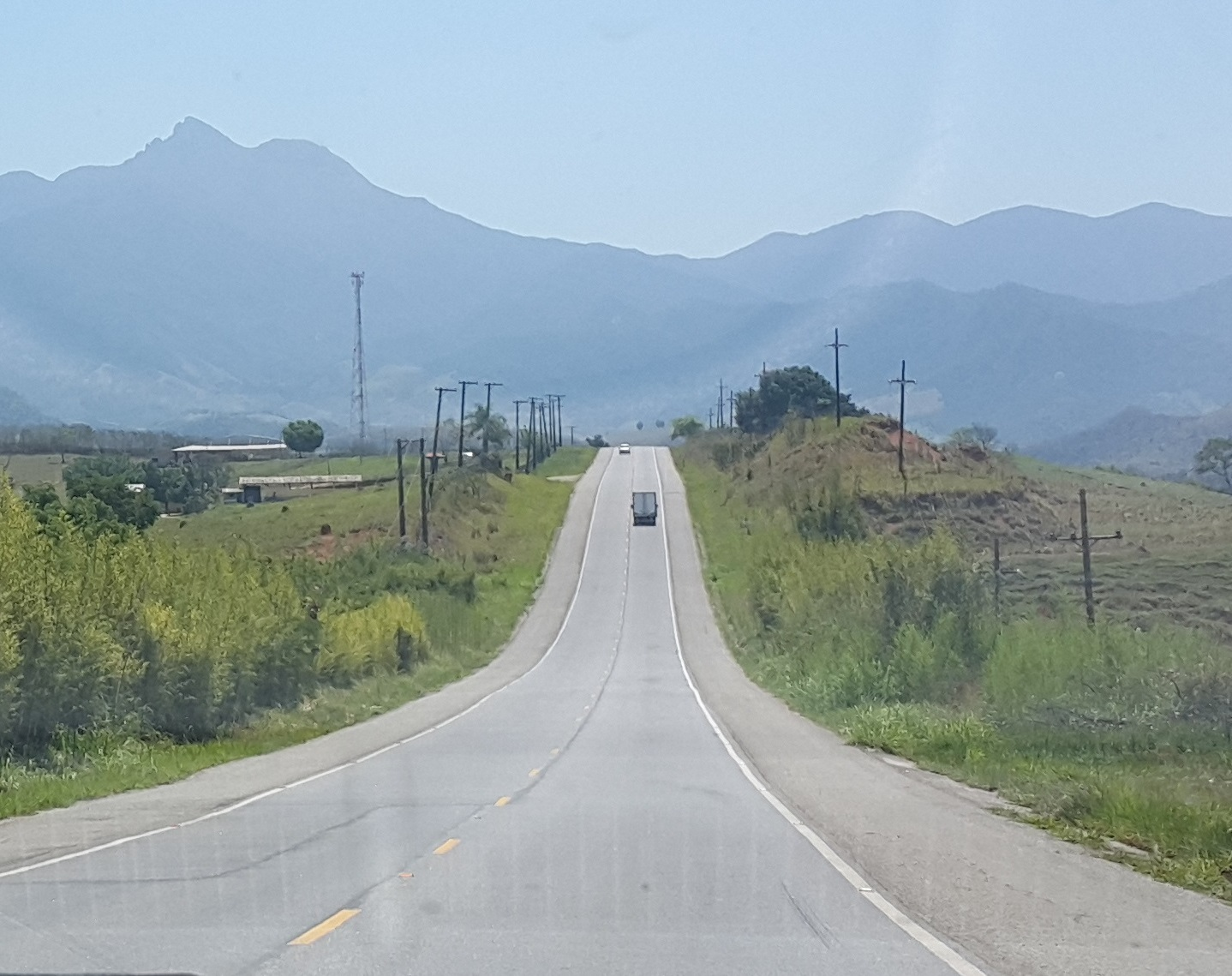
Trecho da SP-58 em Cachoeira Paulista.

### Extensão
- Km Inicial: 201,800
- Km Final: 242,000

### Localidades atendidas
- Cachoeira Paulista
- Embaú
- Cruzeiro
- Lavrinhas
- Pinheiros
- Queluz